# Горушув
Горушув (пол. Goruszów) — село в Польщі, у гміні Жабно Тарновського повіту Малопольського воєводства.
Населення — 101 особа (2011).
У 1975-1998 роках село належало до Тарновського воєводства.

## Демографія
Демографічна структура станом на 31 березня 2011 року:
|          | Загалом | Допрацездатний вік | Працездатний вік | Постпрацездатний вік |
| -------- | ------- | ------------------ | ---------------- | -------------------- |
| Чоловіки | 51      | 15                 | 30               | 6                    |
| Жінки    | 50      | 6                  | 28               | 16                   |
| Разом    | 101     | 21                 | 58               | 22                   |